# Château de la Chaize
El Château de La Chaize es un château ubicado en Odenas, en el departamento del Ródano, Francia. Es el más grande de los castillos vinicols de la región. El edificio, construido según los planos de Jules Hardouin-Mansart, y los jardines, diseñados por Le Nôtre, se encuentran en las laderas de las montañas de Beaujolais, en Brouilly.
Construido entre 1674 y 1676, permaneció dentro de la familia La Chaize d'Aix, a través de las sucursales de Montaigu y Roussy de Sales, durante más de tres siglos, hasta que fue comprado en 2017 por un gerente de negocios Lyonnais, Christophe Gruy.
Es una propiedad vinícola que se extiende sobre 400 hectáreas, incluidas 350 hectáreas en una sola pieza, y 150 hectáreas de viñedos.

## Historia
François de La Chaize d'Aix, natural del actual Loira, fue nombrado lugarteniente del rey en Beaujeu. En ese momento, esta región formaba parte del Reino de Francia, mientras que Borgoña disfrutaba de una independencia especial. Como Beaujolais estaba cerca de Borgoña, un regimiento estaba estacionado en la zona. En 1652, adquirió el Château de la Douze, un castillo fortificado medieval, que estaba ubicado en la ubicación actual de La Chaize. En 1665, una tormenta provocó un deslizamiento de tierra que provocó el derrumbe del castillo, matando a los dos hijos de François de La Chaize.
Luego pedirá a Mansart y a Le Nôtre, gracias al apoyo de su hermano, el padre de La Chaize, en la corte de Versalles, que reconstruyan un castillo más grande, más majestuoso y más sólido. Así es como Jules Hardouin-Mansart diseñó una serie de cuatro muros que sostienen la colina y, por tanto, el castillo.

## Arquitectura
Consta de tres cuerpos simétricos, dirigidos hacia el jardín, las dos alas rematadas por un pabellón. El cuerpo central está rematado por un frontón triangular. El techo es de tejas de pizarra. El color de todo el dibujo hacia el ocre recuerda cierta influencia italiana. Esta influencia también se siente en el interior por la columnata del vestíbulo y la "cámara del rey", coronado por un fresco que representa a Cupido y Psique. A ambos lados del vestíbulo, en la planta baja, se encuentra el gran salón y el comedor, de época de la Restauración, decorados con paneles de Lacroix de Marseille.
Todo está catalogado como monumento histórico desde el 27 de abril de 1972, el château en sí, fachada y techos, el gran salón y la escalera principal, el "Théâtre" y el dormitorio Luis XIV en el primer piso (y sus decoraciones) y fuera de las dependencias, la bodega, el invernadero, la terraza, el jardín formal y el huerto. Esta clasificación fue complementada por la inscripción, por decretos del 13 de septiembre de 2019 y el 10 de febrero de 2020, de los siguientes: el sistema hidráulico, el enfriador, el Clos plantado de vid al noroeste del castillo y la aldea del castillo des Clous.

## Jardines
Frente al edificio se extiende un jardín de estilo francés compuesto por macizos de flores y una huerta “soleada”, todo ello ocupando una hectárea y media. En el siglo XVII, el jardín formaba un todo con fuentes y gravas de colores dispuestas en arabescos sobre el césped. En ese momento, un equipo de 24 jardineros estaba trabajando en el jardín. Hoy solo quedan 32 tejos, así como cinco canteros ”recortados en pastel".
La huerta está dispuesta en rayos que parten de un estanque en el centro. Estos rayos están sembrados de flores ( zinnias, rosas indias, capuchinas, dalias, dragones, rosas ), así como de verduras y frutas, zanahorias, frijoles, ruibarbo, fresas, frambuesas, grosellas, manzanas, papas, etc.. En total, el jardín incluye más de 200 variedades de rosas, dispuestas en los rayos, a lo largo del rocódromo o al costado del jardín francés. Siendo el edificio del castillo proporcionalmente más grande que el jardín, Le Nôtre recurrió a un callejón que comienza frente al castillo y que crea así una perspectiva más alargada de lo que realmente es.
El jardín a la francesa y la huerta se incluyeron en el orden de clasificación de monumentos históricos del 27 de abril de 1972.

## Dominio vitícola
La finca Château de La Chaize se extiende sobre un área de 400 hectáreas, incluidas 350 hectáreas en una sola pieza. Su viñedo tiene un potencial de producción de 150 hectáreas, ubicado en Brouilly, incluida una parcela de 99 hectáreas alrededor del castillo, Côte-de-Brouilly y Fleurie.
Cada parcela se vinifica individualmente. El vino se elabora en un depósito clasificado, una estructura original del siglo XVIII y envejecido en una bodega de 108 metros de largo.